# Utivarachna taiwanica
Utivarachna taiwanica là một loài nhện trong họ Trachelidae.
Loài này thuộc chi Utivarachna. Utivarachna taiwanica được miêu tả năm 1993 bởi Hayashi & Yoshida.